# 19 de Junio
19 de Junio (ausgeschrieben: Diecinueve de Junio) ist eine Ortschaft in Uruguay.

## Geographie
Sie befindet sich im nordöstlichen Teil des Departamento Lavalleja in dessen Sektor 10. Dabei liegt sie unmittelbar an der Grenze zum Nachbardepartamento  Rocha am linksseitigen Ufer des Río Cebollatí, in den flussaufwärts wenige Kilometer westlich 19 de Junios der Arroyo del Medio mündet. Nördlich des Ortes erstreckt sich die Cuchilla de Berro. Südlich, rechtsseitig des Cebollatí, dehnt sich die Cuchilla de las Averías nach Süden aus. Nächstgelegene Ansiedlungen sind Lascano im Südosten und José Pedro Varela im Nordwesten.

## Infrastruktur
In 19 de Junio befindet sich mit der Escuela No. 3 eine Schule. Durch den Ort führt die Ruta 14.

## Einwohner
Die Einwohnerzahl 19 de Junios beträgt 55 (Stand 2011), davon 30 männliche und 25 weibliche.
| Jahr | Einwohner |
| ---- | --------- |
| 1996 | -         |
| 2004 | 62        |
| 2011 | 55        |

Quelle: Instituto Nacional de Estadística de Uruguay